# مالترس
مالترس (به لاتین: Malters) یک بخش در سوئیس است که در کانتون لوتسرن واقع شده‌است. مالترس در سال ۲۰۱۹ میلادی ۷۴۳۲ نفر جمعیت داشته است.